# Blade Strangers
Blade Strangers es un videojuego de lucha en 2D desarrollado por Studio Saizensen y distribuido por Nicalis, para las plataformas PlayStation 4, Nintendo Switch y Microsoft Windows. Su lanzamiento se produjo el 28 de agosto de 2018 en Norteamérica, mientras que dos días más tarde lo hará en Japón.
Se trata de un videojuego de lucha 1 vs 1, compuesto en su mayoría por personajes de los juegos Cave Story, Code of Princess y Umihara Kawase.

## Modos de juego
El juego cuenta con un modo historia que incluye cinemáticas, misiones, versus, entrenamiento y en línea para competir contra otros jugadores.

## Personajes
El juego cuenta con un total de catorce personajes seleccionables.
| - Ali - Curly - Emiko - Gunvolt - Helen - Isaac - Kawase | - Lina - Liongate - Master T - Noko Yokoyama - Quote - Shovel Knight - Solange |

## Desarrollo
El juego fue anunciado oficialmente en junio de 2017 durante el E3, para las plataformas PlayStation 4, Nintendo Switch y Microsoft Windows. En un gameplay de presentación, se pudo observar a los primeros cinco personajes que contendría el juego: Solange, Master T y Ali de Code of Princess, Curly de Cave Story y Kawase de Umihara Kawase. Según declaraciones de los creadores, el juego tratará de unir "la velocidad de Guilty Gear y Street Fighter con los controles sencillos de Super Smash Bros". También explican que el videojuego apuesta por una técnica de animación que convierte los modelos 3D de los luchadores en personajes con la apariencia propia de los juegos de lucha en 2D. Agregan que el resultado es una "es una animación suave y realista en la que cada fotograma se ve como si de una ilustración de anime se tratase". Además, aseguran que la jugabilidad será más sencilla que la de otros videojuegos del estilo con el firme objetivo de atraer a los nuevos jugadores, pero que también los aficionados a los juegos de lucha encontrarán el nivel de desafío necesario para disfrutar de una gran experiencia de juego.
El 22 de octubre de 2017, durante una prueba jugable en máquinas arcade en el torneo Toushinsai 2017, se revelaron a los cinco luchadores restantes que completarían la plantilla final. Estos fueron Liongate de Code of Princess, Noko y Emiko de Umihara Kawase, y Lina y Helen, personajes originales del videojuego.

## Recepción

### Crítica
Blade Strangers recibió críticas mayormente positivas, consiguiendo una calificación promedio de 75 sobre 100 en las consolas PlayStation 4 y Nintendo Switch. Por su parte, la revista japonesa Famitsu le dio una puntuación de 29 sobre 40.